# Ameroseiidae
Famille
Les Ameroseiidae  sont une famille d'acariens mesostigmates. Elle contient 10 genres et 80 d'espèces.

## Classification
- Afrocypholaelaps Elsen, 1972
- Ameroseiella Bregetova 1977
- Ameroseius Berlese, 1903 synonymes Kleemannia Oudemans, 1930 & Primoseius Womersley, 1956
- Brontispalaelaps Womersley, 1956
- Edella Smith-Meyer, 1974
- Epicriopsis Berlese, 1916
- Hattena Domrow, 1963 synonyme Edbarellus Manson, 1974
- Neocypholaelaps Vitzthum, 1943 nouveau nom de Cypholaelaps Berlese, 1918 préoccpé par Berlese, 1917 synonymes Asperolaelaps Womersley, 1956 & Indoseius Evans, 1955
- Sertitympanum Elsen & Whitaker, 1985
- Sinoseius Bai & Gu, in Bai, Gu & Fang 1995